# Matthew Stewart, 4. Earl of Lennox

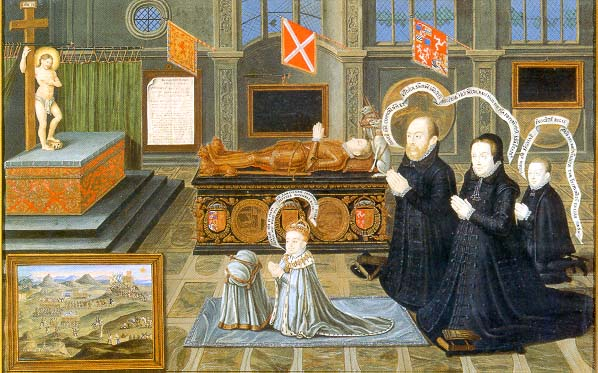
Matthew Stewart, seine Frau, sein Sohn Charles und sein Enkel Jakob beten bei der Aufbahrung des ermordeten Sohnes Henry (1567)

Wappen von Matthew Stewart, 4. Earl of Lennox

Matthew Stewart, 4. Earl of Lennox (auch Stuart, * 21. September 1516 auf Dumbarton Castle, Dumbarton; † 4. September 1571 auf Stirling Castle), war ein schottischer Adliger aus der Familie Stewart.

## Leben
Matthew war ein Sohn des John Stewart, 3. Earl of Lennox und dessen Gemahlin Elizabeth Stewart of Atholl. Er folgte seinem Vater 1526 als 4. Earl of Lennox und 4. Lord Darnley.
Der Earl war Führer des katholischen Adels in Schottland. Er war dritter in der schottischen Thronfolgelinie, nach Maria Stuart und James Hamilton, 2. Earl of Arran, als Jakob V. am 14. Dezember 1542 starb. Stewart kehrte aus Frankreich nach Schottland zurück und versuchte zu verhindern, dass Hamilton die Regentschaft übernahm.
1544 heiratete er in Absprache mit dem englischen König Heinrich VIII. Margaret Douglas (1515–1578), die Nichte des Königs. Stewart lebte in England und diente Heinrich mehrfach als Heerführer bei Invasionen Schottlands.
Bis zur Thronbesteigung Elisabeths I. 1558 war das Ehepaar Stewart in England hoch angesehen, Elisabeth aber misstraute ihnen. 1565 heiratete der Sohn Stewarts, Henry Stewart, Lord Darnley, die schottische Königin Maria I. Nach Lord Darnleys Ermordung (1567) und Marias Einkerkerung wurde Stewart 1570 auch durch Intervention Elisabeths Regent Schottlands. Es kam zu einem kurzen Krieg mit den Anhängern Marias, in deren Verlauf Stewart erstochen wurde.
Seine Adelstitel fielen an seinen Enkel, den einzigen Sohn seines verstorbenen ältesten Sohnes Henry, und erloschen, da dieser seit 1567 als Jakob VI. König von Schottland war, durch Verschmelzen mit der Krone. 1572 wurden die Titel für seinen jüngeren Sohn Charles neu geschaffen.

## Nachkommen

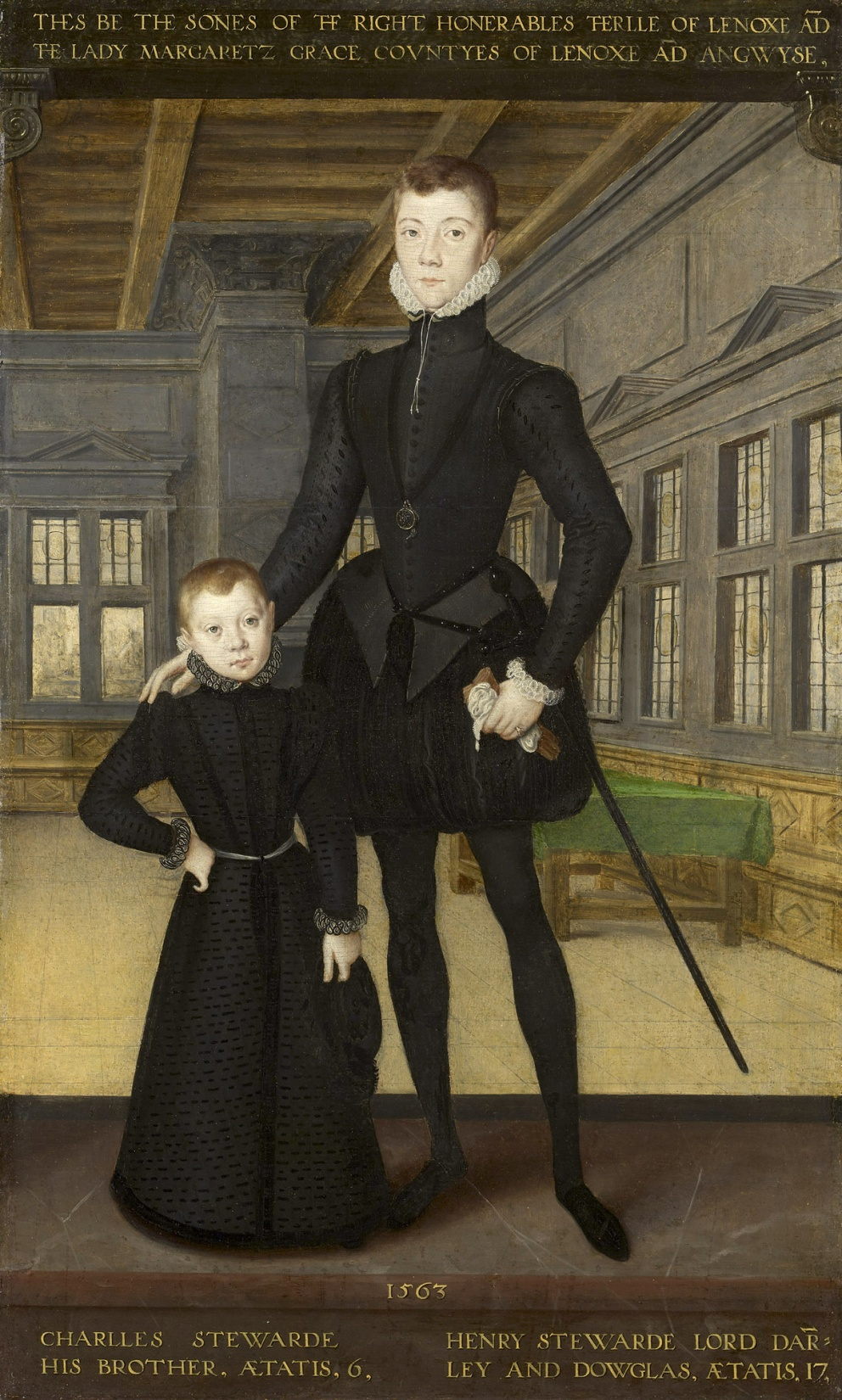
Die Söhne Henry im Alter von 17 und Charles im Alter von 6 Jahren.

Er hatte mit Margaret folgende Kinder:
- Henry Stewart, Lord Darnley (* 6. Februar 1545; † 29. November 1545)
- Henry Stewart, Lord Darnley (1545 oder 1546–1567)
- Charles Stewart, 1. Earl of Lennox (1557–1576)
- vier weitere Söhne und zwei Töchter starben früh